# 西澤桃華
西澤 桃華（にしざわ ももか）は、吉崎観音作の漫画『ケロロ軍曹』およびその関連作品に登場する架空の人物。

## 人物
日向家を囲む四方の風の西。日向冬樹の通う学校のクラスメイトであり、彼に恋心を抱いている少女。
パートナーはタママ二等兵。

### 外見・体格
身長は152cm、体重は44kg。
髪の色は水色で、瞳の色は紫。髪型は父親に似ており、小学生のころはピン留めをしていたが現在ではつけていない。髪と瞳の色は母親譲りである。側頭部に尖って伸びている左右二つずつ生えた髪の毛は原作の初期では細かったが現在は太くなっており、人格が裏桃華になると尖るようになっている。夏では主にホルターネックを着る。
髪型はショートヘアだが、小学生の頃はロングヘアだった。また、後述の第30話Bパートでナイスバディになった際も（日向秋と似た姿だったとはいえ）同じくロングヘアだった（この時は、後述の裏桃華の出番はほぼなかった）。
西澤家のスーパーコンピュータによる分析と世界中の高名な権威の鑑定によると、体型は「完璧な幼児体型」とのことであり、そのことに本人もうすうす感づいていたという。しかし、クルルの発明した「ジンセイガニドアレバ銃」の誤作動で大人になったことがあり、その際にはなかなかのセクシーな体型になっていた。また、第30話Bパートでクルルが発明した「日向秋スナック」でナイスバディになった際には、冬樹から秋がコスプレした、と間違われてしまった（執事であるポール森山も同様にかかってしまっているが、彼の場合、メガネをかけている以外の変化は特にない）。また、同じく第30話Bパートにてナイスバディになる前に、西澤邸の屋根を突き破るほどに大きくなり過ぎた。
吉崎観音がサイン会にてスケッチした女性がモデル。

### 性格
普段の人格はおしとやかな優しい性格（以降「表桃華」と記述）だが、裏の人格になると相当の乱暴者でキレると手がつけられなくなるという二重人格の持ち主。
この血筋は母親である桜華譲りのものであり、タママと出会った際に初めて出現した。裏の人格は「裏桃華」と呼ばれ、表桃華とは別の人格として存在している。
桃華の心の中における表と裏の対話シーンがよく登場するが、そこではお互いを「表」「裏」と呼び合う。登場した当初は表桃華の性格が裏桃華の性格に豹変したような描写で二重人格とは言い難い感じだったが、一度表と裏が2つの個体に分かれて以降、それを境に完全に別人格化するようになる。分裂したままだと寿命もそれぞれ半分ずつになるらしい。
両者ともに冬樹のことになると引っ込み思案になりやすい。

#### 表桃華
いわゆる普段の西澤桃華。一人称は「私」か「桃華」。敬語を使って話す。
性格は引っ込み思案かつ消極的で、極度の恥ずかしがり屋。
運動はやや苦手と本人が言及しているが、アニメでは第62話Aパートなどでの「モアピーチサマー」としての桃華は表のままでも難なく走ったり跳んだりしている。日向姉弟と関わるようになってからは、スポーツに意欲的に取り組んでいる。

#### 裏桃華
一人称は基本的に「俺」。喋り方も暴言を伴った男言葉に変わるうえ、声も優しげな大人しい声からドスの利いた声に変わる。アニメ版では裏桃華も池澤が声を担当している。
裏桃華になると髪が尖る・目つきが鋭くなる・さらにアニメでは髪のツヤの形がギザギザになるなどの外見上の違いが表れる。
性格は基本的に強引。それ故にいつも躊躇い気味で消極的な表に代わってずかずかと彼女が躍り出てくることがたまにある。
スポーツは普通にできており、むしろ得意になっているようにも見える。握力や腕力もかなり強くなっていると見え、裏になったとたんに持っていた湯呑みやティーカップを握り潰したり、重いボウリングの玉をオーバースローで投げたこともある。パワーも増大し、例えばアニメ第108話Bパートではクルル作のパワードスーツ（作中では「特殊ペコポン人スーツ」と呼称）相手に一人で大立ち回りを演じていた。
裏桃華の活躍により、冬樹から「パワーキャラ」や「トップアスリート」と認識されている（本人はショックを受けていた）。
さらに、表から裏になるとポテンシャルも上昇するらしく、アニメ第120話Bパートではダーイシ星人の「トレンディビーム」により金縛り状態となるものの、冬樹が攻撃されて裏の人格になった途端に術が解けて星人を張り飛ばしていた。また、アニメ第168話Bパートにて西澤ピーチグループ主催の七夕パーティで人ごみにまぎれて自分の所へたどり着けない冬樹に会いたいあまりに、その怒りのパワーで大勢の人ごみや桃華親衛隊、ポールまでを吹き飛ばしてしまっていた。
なお、裏桃華になるときには「裏ドルフィン」という物質が分泌される。
さらに裏桃華は自らの愛の力（パワー）によって心臓の動きを弱らせ、体温を下げることができる。
原作110話で、クルルの洗脳バッジによって表と裏の人格が一つになった際にはタママと互角の戦いを繰り広げ、両親譲りの格闘センスを見せた。

#### 3番目の人格
アニメ第75話にて登場した西澤梅雄が基となる人格。本来この人格は彼女自身に存在しないものなのだが、クルルの兵器とクルルの徹底的なコストダウンにより安いパーツを使ったせいでこの人格が出現した。
父・梅雄と同様のキレ者であり、流し目がかなり鋭い。正装かつサングラスをかけた見た目をしている。声質は裏桃華に近いが、しゃべり方は梅雄そっくりで命令口調。一人称は「私」。
ケロロ小隊に地球侵略を依頼し「冬樹ハイロゥ966ギガヘルツ」という特殊な洗脳電波により冬樹を「世界の支配者」の座につけようとするが、彼の抵抗とケロロ小隊の謀反により計画は頓挫。冬樹の本質とその魅力を理解し、「冬樹君には今のままでいて欲しい」と告げて元に戻った。

### 家族とグループ内での立ち位置
両親は西澤梅雄と西澤桜華。2人とも格闘技に縁の深い人物だが、彼女はそれを継がなかった。とはいえ裏桃華の驚異的な身体能力と格闘技術はやはり親譲りのものである。
両親を呼ぶ時は、普段は「お父様」「お母様」と呼ぶが、裏桃華になると両親を「親父」「おふくろ」と呼ぶ。
西澤家は私設軍隊を持つような大変な富豪であり、その総資産額は国家予算に匹敵する。ここの家にはがきを送りたければ、はがきに「東京都武蔵市 西澤邸」と書けば届くらしい。
両親そろって極度の「親ばか」であり、アニメ第131話Bパートにて父親の梅雄は桃華と二人三脚をするためだけに5兆500億円という途方も無い金額を費やし、挙句桃華の依頼で妨害を図ったケロロ小隊と一戦交えている。しかも、この時は浮かれていたのかスコットランドと日本の時差を考慮せずに予定を組んでしまい、結局参加できていない。
普段は攻撃的かつ冷徹な母親の桜華も、娘の前では牙を抜かれたようになり、ややツンデレのようになっている。さらにポールの回想の中では赤ちゃんの桃華にデレデレになった（裏の）桜華が登場し、アニメ第160話の最後でカーネーションを一輪もらった時も思わず裏の優しい人格が出ていた。
梅雄とは週に一度、彼の住むスコットランドの古城で一緒にお茶を飲んでいる。
外見上の遺伝としては「髪形」が梅雄似、「髪・瞳の色」と「人格交代と共に髪が尖る」のが桜華似。性格上の遺伝としては「二重人格」であるところが桜華ゆずり、「巨額の金額を費やしてまで自分の願望を実現させようとする」ところが梅雄ゆずりだと思われる。ただし、先述の通り桜華とは人格の表裏が逆となっている。

### 経歴
冬樹やタママと出会うまではフランスで2年間過ごしていた。この頃から（時期は不明だが）劇場版4作目にも登場したシオンと友好関係を築いていたことが原作で明かされている。
小学4年生のときに日本の私立四鷹小学校へ転校。冬樹とはこの時に学校の廊下でぶつかってしまったことが最初の出会いである。当初、他生徒からは「特別」な立場であることを陰で言われ続けていたが、分け隔てなく接した冬樹が教室を案内してくれたことがきっかけでクラスメイトから好印象が持たれ、同時にクラスメイトとも仲良くなった。
その数か月後、宇宙闘犬に襲われていたタママを助ける。これがきっかけで宇宙人と共に過ごす不思議な日常生活が始まることになった。なお、タママを家族として迎え入れたのは「冬樹と共通の趣味を持つきっかけにするため」と本人が語っており、この頃からそれを実現させるためにオカルトも学び始めた。
そして小学校卒業後、吉祥学園中等部へ進学。中学校については当初進学校へ行くことが決まっていたが、それを辞めて吉祥学園へ来ることにしている。現在は吉祥学園中等部の1年B組に在籍している。在籍中、梅雄からスコットランドに一緒に帰るように促されるが、梅雄の意見を押し切ってまで日本に残ることを決意する。

### 人物関係
上述の通り桃華は大富豪の令嬢というそれゆえの特別扱いは望んでおらず、むしろ周りから「普通」に接してもらうことを望んでいた。そのような彼女にとって、冬樹は「決して特別ではないが、ものごとを普通に・ありのままに受け入れてくれそうな人」である、とその後の学校生活を通して感じられ、次第に冬樹に好意を寄せるようになっていった。そして冬樹との「共通の趣味」を手に入れるため、彼に対して日々アプローチを仕掛けている。
しかし普段の表の人格は内気であるため、中々告白できずにいる。そこで彼に想いを伝えるため、内気な表を積極的な裏がフォローして仲が進展するように作戦を立てるストーリーがいくつかある。作戦は富豪令嬢という立場をフル活用しているため非常に大規模で、経費も数十億円から最大1兆円強になるが、その大規模さゆえに大概はあらぬ方向へ話が転がり大騒動となってしまう。また、作戦は基本的に冬樹と2人きりになれるように練られるが、夏美や秋、ケロロ小隊（たまに小雪やモア）が同行して水を差されることもある。最近ではアニメ第230話Aパートや第261話Aパートのように、できるだけ西澤家の財力に頼らずに桃華が自分の力で成し遂げようとする作戦もある。ほぼ冬樹と2人きりになる作戦を練ったり、妄想も多いため、半ばストーカー行為にも及んでおり、裏の桃華が出ると少々変態的な一面も見せることがある。
原作とフラッシュアニメ版では「日向君」と下の名前で呼ぶことすらできずにいるが、テレビアニメ版では第2話Bパートのエピソードをきっかけに「冬樹君」と呼べるようになった。
桃華の恋愛において、ケロロ小隊は重要な存在となっている。初期にはケロロやタママが桃華を冷やかしているシーンもあったが、特にタママは桃華が冬樹に話しかけるための「きっかけ」になっており、タママが頻繁に日向家に行っていることを口実に冬樹に会いに行っている。原作第53話・アニメ第51話では、ケロロ小隊が一時地球を離れたことで小隊の記憶を失った桃華は「会話に繋がるきっかけが無い」と言って冬樹に話しかけることができなくなった。また前述の通りアニメでは冬樹を「冬樹君」と呼べるようになっているが、これにもケロロ小隊が関わっている。クルルは「もしケロロ小隊が日向家で発見されずすぐに地球から撤退していたとしたら、桃華と冬樹の関係はそれほど親密になっていなかっただろう」と語っている。
冬樹に急接近する作戦を練る時、ファーストキスを妄想することが多いが、実は作中にてファーストキスは済んでしまっており、一回目の計画で海に溺れてしまい、ケロロが宇宙ダコで人工呼吸させたのでファーストキスの相手は宇宙ダコになる。本人は知らない様子で、冬樹にその場面を見られている。さらにそのことで何度もナレーターに突っ込まれる。
桃華の妄想の中ではしばしば彼が美化されており、その際には「誰→」「冬樹くん?→」（矢印の先には美化された冬樹がいる）のようなテロップが入ることがある（例：アニメ第67話Aパートなど）。
しかしアニメでは冬樹とは現在までに（奇禍によってだが）二度ほどキスをしたりされたりしている。キスをされたのは木下黎が登場した第61話Aパート、逆にキスをしてしまったのは第128話。ただしどちらも部位はおでこであり、少なくとも裏桃華にとっては物足りなかった様子。
夏美に対しては当初冬樹に遠慮ない言動をとっていたためイラつかせていたが、話が進むにつれて桃華の背中を押していることも多くなっており、2人の関係性も徐々に仲良くなっている。
後に、あるエピソードがきっかけで同じく冬樹のことが好きな月神散世とメル友になった。
なお、冬樹以外の男の子にバレンタインのチョコレートは贈らない。
冬樹に近づく女性には、誰であろうと嫉妬の炎を燃やしてしまうことが多い。特に、初登場したとき（原作第98話・アニメ第133話）に「フユキをもらう」と宣言したアリサに対しては憎悪に近い感情を抱いており、アニメ第163話Bパートで彼女が教室に乗り込んできたときには思いっきりにらみつけていたが、アニメ第344話では、女子限定・氷上障害物レースの最終種目「ジャンプラージヒル」で不慮の事故により落下した所をアリサに自主的に助けられ、彼女との間に友情らしきものが芽生える。原作での人物相関図ではアリサに対して「トマドイ」と記されている。
日向家がらみの話で、小雪と張り合うことが多い。例えば原作第70話・アニメ第34話Aパートでは「温泉のチケット」を巡って、アニメ第115話Aパートでは「ケロロが監督する映画」のヒロインの座を賭けて小雪と火花を散らしていた。前者は実戦にまで発展し、「スーパーアーマー」を纏った桃華は忍である小雪相手に互角の戦いを披露した。その小雪とは対照的に料理が得意で、作中で何度も手製のお弁当を持参しては冬樹に絶賛されている。またお菓子作りにも心得があり、バレンタインになるごとに原料のカカオから作った手製のチョコレートを冬樹にプレゼントしている。

### その他のエピソード
- 作者の吉崎観音によると、桃華がお金持ちという特別な立ち位置ではあるものの世間一般の常識もわきまえている設定なのは「ギャグ漫画で定番のお金持ちという設定を、もっとディフォルメしない範囲で、肌感覚で表現できたら新鮮かもしれないと考えた」とのこと。学校の登下校でリムジンを利用しないのもその理由の1つだという[11]。
- アニメ放送当時、バンダイナムコゲームスには「西澤冬樹」という社員がおり[12]、ニンテンドーDS用ゲーム『超劇場版ケロロ軍曹 撃侵ドラゴンウォリアーズであります!』ではスペシャルサンクスに名を連ねている。2020年6月現在、西澤はバンダイナムコアミューズメントラボ取締役[13]。
- 『ケロロRPG 騎士と武者と伝説の海賊』の海賊ケロエリアでは、桃華と瓜二つの人魚族の姫・モモエルが登場している。二重人格や冬樹と瓜二つのヴィンターに恋をしているところも桃華に似ている。

## コスプレ・変身
スーパーアーマー（仮）
西澤ピーチグループが2015年完成をめどに開発中の新製品。左腕にタママの頭部を模したキャノン砲が装備される。必殺技はモモカ・インパクト（初登場時は調整中で制御に問題あり）。その威力は絶大で、裏状態で着用したときはギロロと互角の戦闘を見せていた（アニメ第117話Aパートより）。
スーパーアーマーII（仮）
1との互換性をなくして大幅な出力UPを実現した。必殺技は1と同じくモモカ・インパクト。英名は「URANUS」。対アリサ戦に使用したもので原作のみの登場だが、似たようなタイプの物が超劇場版で確認されている。
怪盗モアピーチサマー
モア・夏美とともに「ビーナスの降臨」を盗むために結成された。